# Bernard Bragg
Bernard Bragg (* 27. September 1928 in Brooklyn; † 29. Oktober 2018 in Los Angeles) war ein gehörloser Schauspieler, Produzent, Regisseur, Dramatiker, Künstler und Autor, der als Mitbegründer des National Theatre of the Deaf und für seine Beiträge zur Gehörlosen-Darbietungskultur bekannt ist. Laut der The New York Times war Bragg „der bekannteste professionelle gehörlose Schauspieler des Landes“.

## Ausbildung
Bernard Bragg wurde als Sohn von Jennie und Wolf Bragg geboren. In seiner Jugend brachten ihm seine gehörlosen Eltern die American Sign Language bei. Schon früh zeigte er auch Interesse am Theater, welches sich auch durch den Einfluss seines Vaters entwickelte, der Amateurschauspieler und Theaterdirektor war. Während seiner Kindheit und Jugend besuchte Bragg die New York School for the Deaf, informell „Fanwood“ genannt, und besuchte nach seinem Abschluss 1947 das Gallaudet College (heute Gallaudet University). An der Gallaudet studierte Bragg Theater bei dem gehörlosen Professor Frederick Hughes und spielte die Hauptrolle in mehreren Schulstücken, für die er zahlreiche Auszeichnungen erhielt. Braggs Theatertätigkeit erreichte schließlich ihren Höhepunkt mit der Regie eines Theaterstücks, einer Adaption von John Galsworthys Escape. Neben seiner Theatertätigkeit schrieb Bernard Bragg während seines gesamten Studiums Gedichte und erhielt in seinem letzten Jahr den Teegarden Award for Creative Poetry.

## Lehrtätigkeit und Pantomime
Kurz nach seinem Abschluss am Gallaudet College im Jahr 1952 nahm Bragg eine angebotene Lehrstelle an der California School for the Deaf in Berkeley an. Während seiner Tätigkeit als Mitglied des Lehrkörpers der Schule wurde Bragg die Befugnis übertragen, Theaterproduktionen der Studenten der Einrichtung zu leiten. Außerdem wirkte Bragg außerhalb der Schulzeiten an Shows der National Association of the Deaf und des Los Angeles Club of the Deaf mit. 1956, vier Jahre nachdem er Lehrer geworden war, lernte Bragg den weltberühmten Pantomimen Marcel Marceau kennen, als er eine seiner Shows in San Francisco gesehen hatte. Marceau fand Gefallen an dem aufstrebenden Schauspieler und bot ihm an, ihm in Frankreich Pantomime beizubringen. Bragg nahm das Angebot an und reiste am Ende des Schuljahrs 1956 nach Paris. Nach seiner Rückkehr in die Vereinigten Staaten begann Bragg, an verschiedenen Orten im Staat Kalifornien Pantomime aufzuführen, während er gleichzeitig seiner Karriere als Lehrer nachging. Darüber hinaus schrieb sich Bragg an der San Francisco State University ein, die er 1959 mit einem Master in Sonderpädagogik und einem Nebenfach in Schauspiel abschloss. Einen Ehrendoktor von der Gallaudet University erhielt er 1988.

## Gründung des National Theatre of the Deaf
Zwei Jahre später, im Jahr 1961, wandte sich die Psychologin der New York University Dr. Edna Levine an Bragg und fragte ihn, ob die Möglichkeit bestünde, eine professionelle Truppe ausschließlich gehörloser Schauspieler zu gründen. Obwohl die Finanzierung des Konzepts zunächst fehlschlug, wurde das Projekt von David Hays gerettet, einem Bühnenbildner am Broadway, der 1966 die Leitung der Idee übernahm. Im Jahr 1967 traf sich Bernard Bragg mit Hays und mehreren anderen Künstlern und Personen, die am Theater beteiligt waren, und gemeinsam gründeten sie das National Theatre of the Deaf (NTD) in Connecticut, was Bragg dazu veranlasste, seinen Job als Lehrer an der California School for the Deaf aufzugeben, den er 15 Jahre lang innehatte.
1977 beschloss Bragg dann die Welt zu bereisen und seine Gebärdensprachkunst zu zeigen. Anfangs wurde seine Form der Pantomime Signmime genannt, da sehr viel mit den Händen pantomimisch gearbeitet wurde. Heute wird es als Visual Vernacular bezeichnet. Ein bekannter Vertreter ist heute auch Giuseppe Giuranna.

## Debüt auf NBC
Kurz nach der Gründung des NTD bot NBC an, Bragg und eine Gruppe ausschließlich gehörloser Schauspieler in einer einstündigen Sondersendung zu filmen, die Teil der Serie NBC Experiment in Television sein sollte. Die Sondersendung, die am 2. April 1967 Premiere hatte, zeigte Bernard Bragg, Audree Norton, Ralph White, Howard Palmer, Gil Eastman, June Russi, Phyllis Frelich und Lou Fant als gehörlose Schauspieler. Gene Lasko, Joe Layton, Arthur Penn und Nanette Fabray waren jeweils für das Drehbuch, die Filmmusik/Choreographie, die Regie und die Programmeinführung verantwortlich. Die Sondersendung wurde landesweit ausgestrahlt und schrieb Geschichte, da sie das allererste im Fernsehen gezeigte Beispiel dafür war, dass gehörlose Schauspieler sich in Gebärdensprache statt in Pantomime unterhielten und auftraten.
Kritik gab es auch. Vor der Ausstrahlung im April wurde die Idee für die Sondersendung von der Alexander Graham Bell Association for the Deaf and Hard of Hearing heftig kritisiert, da sie den Gebrauch der Gebärdensprache in der Sendung als für das Fernsehen ungeeignet erachtete.

## Karriere als Regisseur
Bernard Bragg hat während seines Lebens bei zahlreichen Theaterstücken Regie geführt. Eines seiner bekanntesten Stücke, Tales from a Clubroom, wurde in Zusammenarbeit mit Eugene Bergman geschrieben und zuletzt 2006 vor Publikum aufgeführt. In seinen späteren Jahren, als er zurück nach Kalifornien zog, begann Bragg an der California State University Northridge zu unterrichten. Während seiner Zeit dort schrieb und inszenierte er mehrere Theaterstücke, darunter To Whom It May Concern, Laugh Properly, Please und True Deaf. Die meisten seiner Inszenierungen feierten ihre Premiere in den USA, einige wurden jedoch auch für das ausländische Publikum in Deutschland und China adaptiert. 2013 spielte Bragg sich selbst in No Ordinary Hero: The SuperDeafy Movie.

### Theaterstücke
- Bragg, Bernard. “Moments Preserved.” National Association of the Deaf, San Francisco, CA, 1966
- Bragg, Bernard and Eugene Bergman. Tales From a Clubroom. Premiered in Cincinnati, OH, 1980.
- Bragg, Bernard. That Makes Two of Us. Premiered at Gallaudet University, Washington D.C., 1982.
- Bragg, Bernard. On the Eve of Golden Wedding Anniversary. Premiered in Berlin, Germany, 1998.
- Bragg, Bernard. To Whom It May Concern. Premiered at California State University, Northridge (CSUN), Northridge, California, 1998.
- Bragg, Bernard. Laugh Properly, Please. Premiered at CSUN, Northridge, California, 1999.
- Bragg, Bernard. To Whom It May Concern [German version]. Premiered in Berlin, Germany, 1999.
- Bragg, Bernard. True Deaf. Premiered at CSUN, Northridge, California, 2000.
- Bragg, Bernard. A Journey Into the World of Visual Wonders. Premiered in Hong Kong, China, 2004.

### Kunst und Poesie
Bernard interessierte sich für Kunst und Gedichte. Das Folgende ist ein Beispiel für eines seiner bekanntesten Gedichte:
„The Sign Language as I Know it“
Give me back my language the way I signed it when I was young.
Give me back my language the way it used to be– before linguists “discovered” it and conferred a new name on it.
Give me back my language the way I learned from my deaf parents, from their deaf friends, from my teachers, both deaf and hearing.
Give me back my language the way I remember how the deaf storytellers role-modeled it to me.
Give me back my language without any of those rules, restrictions, impositions, or fixed boundaries that the linguists established for it.
Give me back my language that has a great potential for change and growth.
Give me back my language which is very much part of who I am.
– Bernard Bragg

## Ehrungen und Auszeichnungen
- 1975 La Decoration au Merite Social International – Premiere Classe, World Federation of the Deaf
- 1977 Special Tony Award for Theatrical Excellence to the Actors of the National Theatre of the Deaf (NTD Photo with Sidenote by Michael Schwartz)
- 1986 National Hall of Fame for Persons with Disabilities
- 1988 Doctor of Humane Letters, Gallaudet University
- 1989 The John Bulwer Award, The National Center on Deafness
- 1990 The Bernard Bragg Artistic Achievement Award, Center on Deafness, Chicago
- 1997 Honorary Founder’s Award, New York School for the Deaf
- 2001 Special Lifetime Achievement Recognition Award, World Federation of the Deaf, Rome
- 2006 The Bernard Bragg Humanitarian Award, ICODA
- 2007 Recognition Award: NTD Founder, Texas Association of the Deaf
- 2008 Fred C. Schreiber Distinguished Service Award, National Association of the Deaf

## Weiterführende Literatur
- Evans, David S., Life and Works of Bernard Bragg. BernardBragg.com, 2011. Web. 9 Dec 2011